# چشمه نادی
چشمه نادی، روستایی از توابع بخش ایوانکی شهرستان گرمسار در استان سمنان ایران است.این روستا خاستگاه ایل عرب سرهنگی می‌باشد که درزمان‌های خیلی دور به این روستا آمدند و جمعیت کنونی این ایل حدود چهارهزاروششصد نفراعلام شده‌است که به سایر نقاط کشور مهاجرت کرده‌اند.
شغل اصلی مردم این روستا دامداری و کشاورزی است که بخش کشاورزی آن به دلیل خشک شدن قنات‌ها و چاه‌های اطراف رو به زوال است که همین مسئله باعث رشد مهاجرت به بخش اصلی  شده‌است.

## جمعیت
این روستا در دهستان ایوانکی قرار دارد و براساس سرشماری مرکز آمار ایران در سال ۱۳۸۵، جمعیت آن ۳۴۵ نفر (۹۲خانوار) بوده‌است. البته هم‌اکنون بیشتر جمعیت ایل ساکن شهر ایوانکی بوده و بیشترجمعیت شهر ایوانکی را تشکیل می‌دهند.